# El-bagrude
En el-bagrude er et udstyr til biler. Den består af nogle tynde metaltråde monteret på indersiden af bagruden, som kan opvarme bagruden for at tø is og sne op og fjerne dug.
El-bagruden blev opfundet af Ford i slutningen af 1960'erne, og blev fra modelår 1974 standardmæssigt monteret i alle Lincoln-modeller. I dag er den standardmæssigt monteret i næsten alle nye biler.
Den tilsluttes og afbrydes som regel ved hjælp af en kontakt på instrumentbrættet og virker som regel kun, når tændingen er tilsluttet eller motoren kører.